# 高松秀明
高松 秀明（たかまつ ひであき、1924年3月16日 - 2019年4月14日）は、歌人。

## 人物・来歴
北海道出身。東京外国語学校卒。岡山巌に師事し、同人誌『木立』を主宰した。『歌と観照』同人の他、個人誌『獅子座』を刊行した。1996年、『宙に風花』で第23回日本歌人クラブ賞を受賞。

## 著書
- 『無彩色 歌集』杉並書房〈歌と観照叢書〉、1957年。全国書誌番号:75029900、OCLC 672974299。
- 『描き忘れた冬の景色を 歌集』短歌新聞社〈十月会シリーズ〉、1964年12月。全国書誌番号:75028837、NCID BN15806771。
- 『蒼幻譜 高松秀明歌集』短歌新聞社〈十月会シリーズ〉、1968年。全国書誌番号:75029901、OCLC 703787838。
- 『青林集 定本・高松秀明歌集』芸風書院〈日本現代歌人叢書〉、1985年8月。全国書誌番号:86026240、OCLC 674651634。
- 『吉野秀雄・歌碑とその周囲』ながらみ書房、1995年5月。全国書誌番号:96050907、NCID BB01330781。
- 『宙に風花 歌集』短歌新聞社〈歌と観照叢書〉、1995年6月。全国書誌番号:96072581。
- 『天の逆鉾 歌集』角川書店〈歌と観照叢書 木立叢書〉、1999年7月。ISBN 4048717731。
- 『五十鈴響 歌集』角川書店〈歌と観照叢書 木立叢書〉、2002年12月。ISBN 404871998X。
- 『旅立ちて、今 わが果てしなき短歌 高松秀明歌集』ながらみ書房〈木立叢書〉、2006年4月。ISBN 4860233832。